# Єпархія святого Йосипа в Іркутську

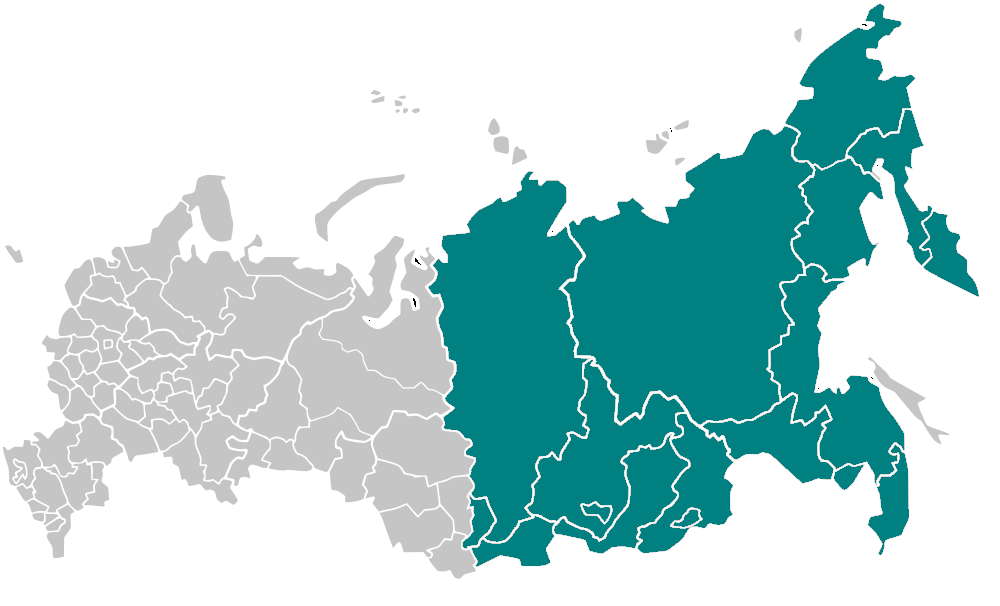
Єпархія святого Йосипа на карті Росії

Єпархія святого Йосипа в Іркутську — одна з єпархій Римо-католицької церкви у Росії з кафедрою в Іркутську, що охоплює територію Східного Сибіру і Далекого Сходу. Налічує 81 парафію і понад 50 тисяч вірних.

## Історія
Поява католиків в Сибіру і на Далекому Сході пов'язана, в першу чергу, з політичними засланнями XVII—XIX століть. З початку XIX століття сюди приходять перші католицькі священики-місіонери, а в 1820 році засновується Іркутська парафія, яка включає величезну територію Іркутської губернії і Якутської області. У 1836 році виникає парафія і у Красноярську, в 1866 році — у Миколаївському-на-Амурі, яка у 1890 році переноситься до Владивостока.
Після революції 1917 року починається широкомасштабний наступ на релігію — закриваються і руйнуються храми, священики зазнають репресій. Не уникла цієї долі й Католицька Церква, яка на території СРСР до кінця 1930-х рр. практично перестає існувати.
Відродження католицької церкви і її структур у Росії прийшло лише з поваленням радянської влади. 13 квітня 1991 року була створена Апостольська адміністратура Сибіру, з якої 1999 року була виділена адміністратура Східного Сибіру, що у лютому 2002 року отримала статус єпархії.